# Vâlcele, Gorj
Vâlcele este un sat ce aparține orașului Tismana din județul Gorj, Oltenia, România.
În această localitate s-a născut, în anul 1945, interpreta de muzică populară Polina Manoilă.
 Acest articol despre o localitate din județul Gorj este deocamdată un ciot. Puteți ajuta Wikipedia prin completarea lui.